# Bafoulabé
Bafoulabé est une ville et une commune malienne, située dans le pays de la Niatiaga, sur la rive gauche du Bafing, chef-lieu du cercle de Bafoulabé, dans la région de Kayes, à 400 km à Ouest de Bamako.

## Géographie

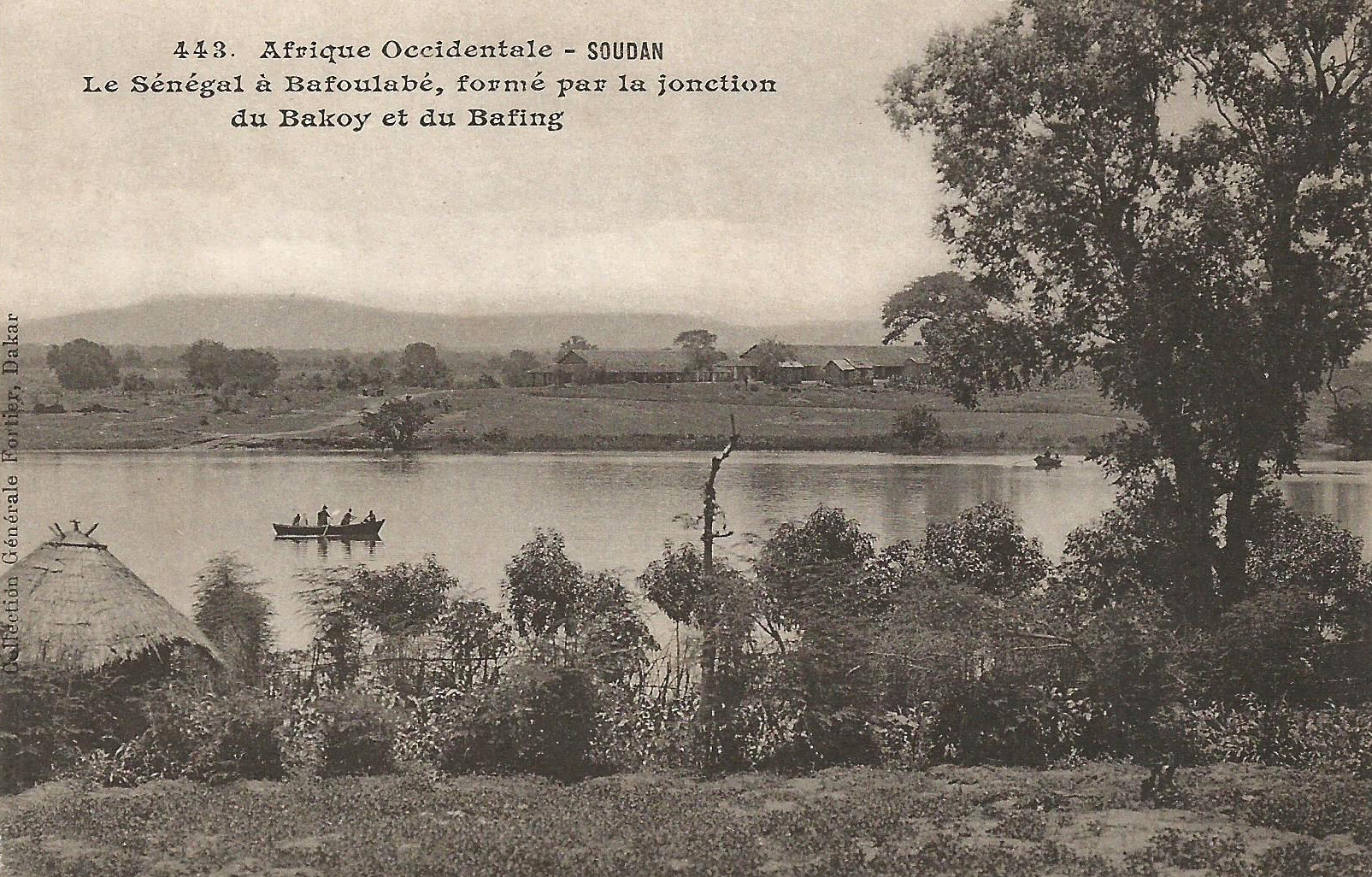
Le Sénégal à Bafoulabé, formé par la jonction du Bakoy et du Bafing.

La commune est située de part et d’autre du fleuve Sénégal.
Les deux rivières Bafing et Bakoye se rejoignent pour former le fleuve Sénégal. En bambara, Bafoulabé signifie « rencontre de deux fleuves ». À 90 km, sur le Bafing, se trouve le barrage hydroélectrique de Manantali. Le réseau hydrographique comprend également des rivières, des marigots et des mares.
Le climat est de type sahélien avec une alternance d'une saison froide de novembre à février, d'une saison chaude allant de mi-février à mi-juin et d'une saison des pluies (hivernage) de juin en octobre. La pluviométrie moyenne annuelle est de 900 mm.
La végétation est composée d’arbustes et d’arbres (rônier, baobab, raphia, karité, duguto, néré) .
Le relief est constitué de plaines, de plateaux, de collines et de montagnes. Les sols sont de trois types : limono-sablonneux, argileux et sablo-limoneux.
La commune compte 14 373 habitants en 2001, essentiellement des Khassonkés, mais également des Peuls et des Soninkés.
| Ségala | Sidibéla  | Tomora          |
| Diamou | Bafoulabé | Tomora          |
|        | Mahina    | Kontéla, Oualia |

## Histoire

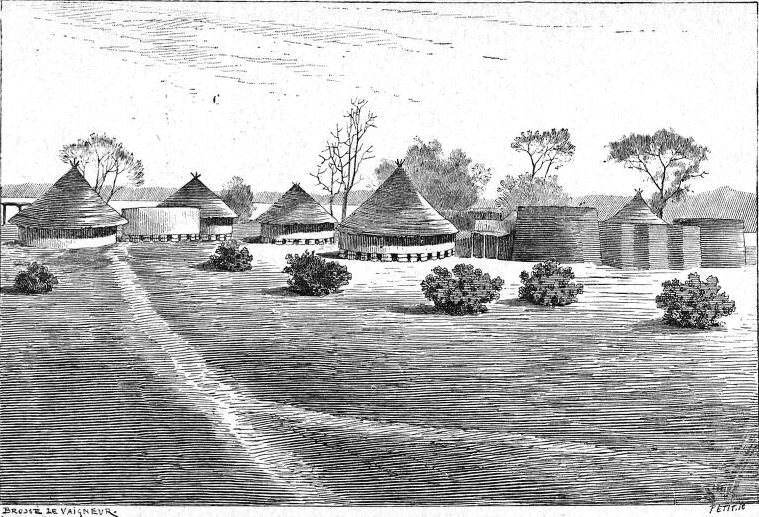
Le village en 1887.

La prise de Bafoulabé par le colonisateur français intervient en 1880, lors de la progression française vers le fleuve Niger dirigée par Galliéni. La localité est le chef-lieu du premier cercle créé au Soudan français par le colonisateur en 1887. Il est placé sous le commandement du Français Cauchon. Les Français y installent une des premières écoles coloniales. Dans cette école ont été formés plusieurs hauts responsables maliens qui ont œuvré pour l’indépendance du Mali, comme Fily Dabo Sissoko ou Mamadou Konaté.
La commune de Bafoulabé a été créée par la loi du 4 novembre 1996 par le regroupement de 28 villages qui constituaient l’ancien arrondissement de Bafoulabé

## Villages

Carte communale

La commune s'étend sur 26 localités relevées lors du recensement général de 2009.
Les villages les plus peuplés sont :
- Bafoulabé (3 928 habitants) ;
- Sélinkegny (2 776 habitants) ;
- Kolinguemou (1 238 habitants).

En 2023, la loi 2023-007 attribue à la commune 32 villages, fractions ou quartiers.
- Babaroto
- Baboye
- Damba Dioubé
- Diabougou
- Dounan
- Dramétou
- Gangantan
- Lakafia
- Sélinkégny
- Sitakounadi
- Soriya
- Tintila
- Madibaya
- Darsalam
- Bafoulabé
- Dipary
- Dibatoumania
- Karaga
- Farago
- Gangantéry
- Karamokobougou
- Khasso Oamba
- Kolinguémou
- Ségala
- Tambaladounga
- Ouassala
- Sékoto
- Talary
- Gouroudapé
- Djikoyé
- Tématessou
- Nambalaya

## Économie et transports

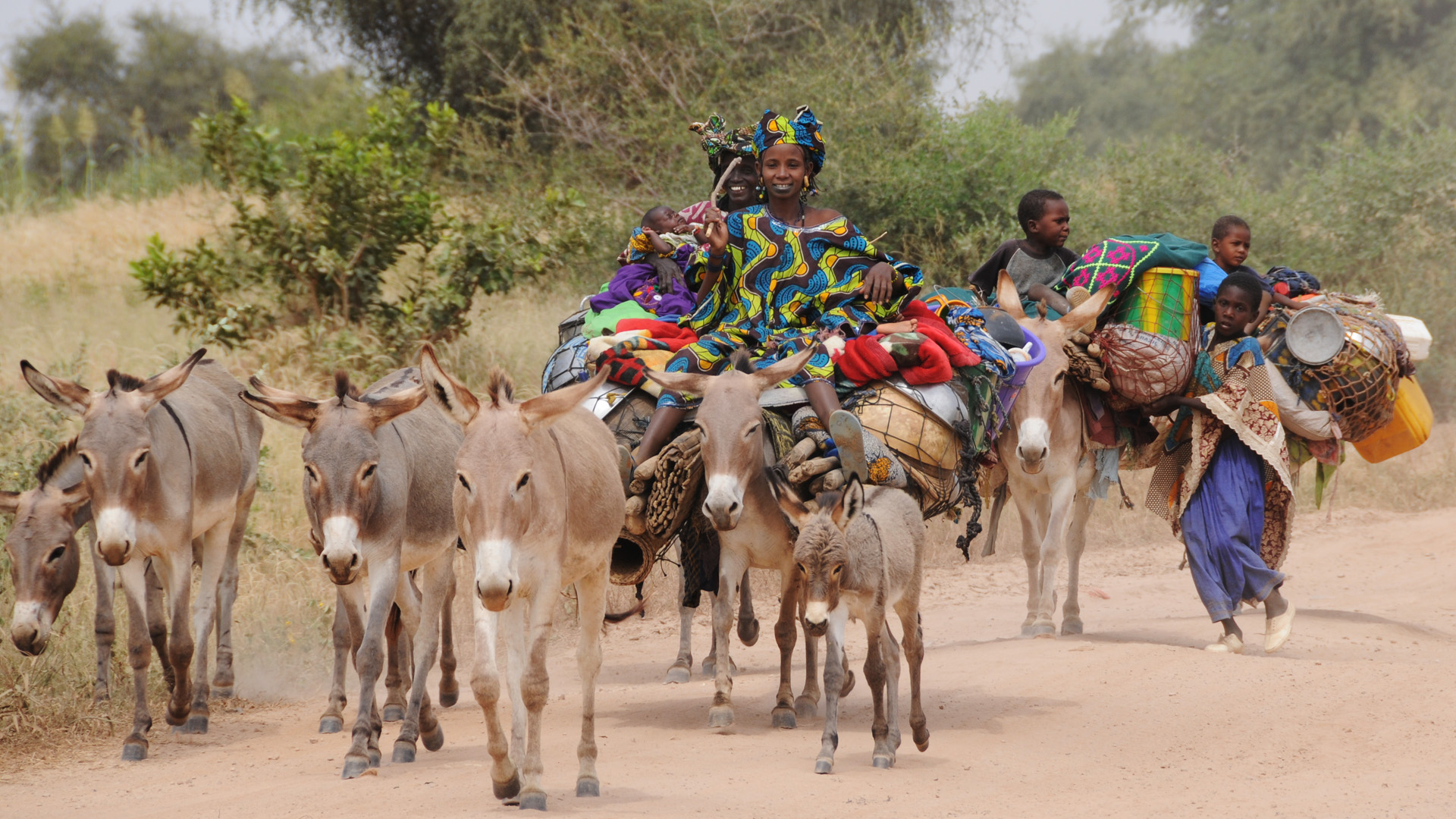
Déplacement avec les ânes à Bafoulabé

L’activité principale est l’agriculture. Les principales productions sont le sorgho, le mil, le riz, le fonio, le maïs, la patate douce, le haricot, l’arachide, le coton et les cultures maraîchères (oignon, tomate, aubergine). L’élevage, principalement des bovins, ovins, caprins, et volailles est également très pratiqué.
La cueillette, la pêche le long du fleuve Sénégal en toute saison, la chasse, surtout pendant la saison sèche sont également pratiquées pour une consommation locale.
Les artisans (forgerons, cordonniers, potiers et tisserands) produisent essentiellement pour le marché local. Le commerce est peu développé.
Le réseau routier (notamment les routes Bafoulabé–Kayes et Bafoulabé-Diakon), sont difficilement praticables. La commune est donc enclavée.
Bafoulabé possède un petit aéroport (code ICAO : GABF).

## Culture
Bafoulabé est connu pour la légende de Mali Sadio ou Mali-cajo. Plusieurs versions existent. Un hippopotame (mali en bambara) aurait passé un pacte avec une femme enceinte. Après la naissance, l’hippopotame et la petite fille Sadio, seraient amis. Mais un jour l’hippopotame a été tué, par des habitants du village jaloux. Selon d’autres versions, l’hippopotame, amis des villageois et notamment des enfants a été tué par le colon français Cauchon. Cette légende est racontée et chantée par les griots et repris par de nombreux chanteurs maliens
- Le festival Dansa Diawoura a eu lieu à Bafoulabé du 8 au 10 avril 2005.

## Éducation
La commune compte 14 écoles fondamentales de premier cycle et trois de second cycle. Le lycée public de Bafoulabé relève de l'Académie d'enseignement de Kita.

## Politique

### Administration locale
| Année | Maire élu      | Parti politique |
| ----- | -------------- | --------------- |
| 2004  | Makan Diakité  | CNID            |
| 2009  | Kandé Doucouré | Adéma-Pasj      |
| 2016  | Kandé Doucouré | Adéma-Pasj      |

À l’élection communale de 2009, le Cnid est arrivé en tête avec 6 élus, suivi de l’Adéma-Pasj 5 élus, la liste UDD-BDIA, celle de l’URD et celle du Codem, deux élus chacune. Les listes RPM, PSP, PDIS, SADI et indépendante n’ont eu aucun élu. Kandé Doucouré (Adéma-Pasj a été élu maire.

## Jumelages
- Lesquin (France)

## Personnalités liées à la communauté
- Oumar Mariko (1959-), homme politique malien.
- Maître Alioune Blondin Beye ( 1939-1998), enseignant en droit à l’ENA de Bamako, premier chef du contentieux du gouvernement du Mali, avocat, ancien ministre des affaires étrangères et de la coopération internationale du Mali , ancien secrétaire général de la BAD à Abidjan, secrétaire général adjoint à l’ONU décédé lors d’un accident d’avion en Côte d’Ivoire . Il était en mission pour la paix en Angola.